# Hrabina Cosel
Hrabina Cosel ("Grevinnan Cosel") är en polsk historisk dramafilm från 1968 i regi av Jerzy Antczak, med Jadwiga Barańska och Mariusz Dmochowski i huvudrollerna. Handlingen börjar år 1704 och följer grevinnan Anna Constantia von Brockdorff, älskarinna till Polens nyligen avsatta kung August den starke. Förlaga är romanen August den starke och grevinnan Cosel av Józef Ignacy Kraszewski.

## Medverkande
- Jadwiga Barańska som Anna Constantia von Brockdorff
- Mariusz Dmochowski som August den starke
- Stanisław Jasiukiewicz som Raimund Zaklika
- Daniel Olbrychski som kung Karl XII
- Ignacy Gogolewski som baron Frederic Kyan
- Stanisław Milski som greve Egon von Fürstenberg
- Henryk Borowski som greve Adolf von Hoym
- Władysław Hańcza som general Schulenburg
- Leon Niemczyk som greve de Lecherenne
- Krystyna Chmielewska som Marianna Dönhoff
- Mieczysław Kalenik som La Haye
- Maria Homerska som Christiane Eberhardine
- Władysław Dewoyno som Holder
- Bronisław Pawlik som Johann Böttger

## Utgivning
Filmen gick upp på polska biografer 6 september 1968. En TV-serieversion i tre delar hade premiär 5 april 1969.